# Robustezza strutturale
La robustezza strutturale indica la capacità di una struttura resistente di evitare danni critici nel caso in cui essa subisca danni locali anche gravi dovuti ad esempio a incendi, esplosioni, urti o conseguenze di errori umani.
Il concetto di robustness è stato formalizzato solo di recente, questo concetto consente di realizzare costruzioni in grado di mettere in campo tutte le proprie riserve di resistenza sino al collasso, attraverso l'attivazione di molteplici percorsi alternativi di carico. In tal modo è allontanato, tra l'altro il pericolo di collasso generalizzato,  a seguito di rotture localizzate della struttura (collasso progressivo) specie in occasione di eventi eccezionali.

## Indicazioni progettuali
Le principali indicazioni progettuali che permettono di realizzare strutture a telaio robuste sono:
- privilegiare la resistenza dei pilastri rispetto a quella delle travi (schema pilastro forte - trave debole)
- privilegiare la resistenza a taglio rispetto a quella a flessione. Le membrature si devono rompere prima a flessione e poi a taglio;
- esaminare in maniera opportuna l'iterazione tra la struttura e gli elementi di completamento (tamponamenti, impianti, ecc.);
- curare i dettagli costruttivi (detailing) per permettere i trasferimenti di carico.

## Esempi storici

### Il caso del World Trade Center
Un esempio recente del concetto di robustezza strutturale è legato al crollo delle Twin Towers a seguito dell'attentato terroristico dell'11 settembre 2001. Dopo l'impatto con i due Boeing 767, molte delle colonne esterne furono completamente distrutte, ma le torri non crollarono immediatamente per effetto della loro rilevante robustness. Il carico fu infatti ridistribuito dagli elementi danneggiati verso le parti integre della struttura. Ciò dette agli occupanti i piani inferiori il tempo sufficiente per mettersi in salvo.

## Normativa nel mondo

### Italia
Il concetto di robustness viene richiamato più volte nel testo delle nuove Norme Tecniche sulle Costruzioni (D.M. 14 gennaio 2008) come:
- al p.to 2.1,  in merito ai requisiti che devono avere le varie opere strutturali, viene richiesta la  "robustezza nei confronti di azioni eccezionali" intesa come la  "capacità di evitare danni sproporzionati rispetto all'entità delle cause innescanti quali incendio, esplosioni e urti"
- al p.to 3.1.1 in merito alla fase di progetto, viene richiesta la verifica della robustezza "imponendo azioni nominali convenzionali, in aggiunta alle altre azioni esplicite (escluse le sismiche e quelle indotte dal vento) applicate secondo due direzioni ortogonali e consistenti in una frazione dei carichi pari all'1% al fine di verificare il comportamento complessivo"